# Guelmim-Oued Noun
Guelmim-Oued Noun ( arabisk: كلميم-وادي نون , Gulmim wādi nūn ; berbisk: ⴳⵓⵍⵎⵉⵎ ⴰⵙⵉⴼ ⵏⵓⵏ , Gulmim asif nūn ) er en af Marokkos tolv regioner. Den sydøstlige del af regionen er beliggende i det omstridte territorium Vestsahara, og en lille jordstrimmel i dette område administreres af Vestsahara . Regionen som helhed har et areal på 46.108 km2 og havde ved folketællingen i 2014 en befolkning på 433.757. Regionens hovedstad er byen Guelmim. 

## Geografi
Guelmim-Oued Noun grænser op til regionerne i Souss-Massa mod nordøst og Laâyoune-Sakia El Hamra mod syd. Den grænser op til provinserne Tindouf i Algeriet mod øst og den Mauretanske region Tiris Zemmour mod sydøst. Kysten til Atlanterhavet i nordvest består af lange strækninger med åben strand. Regionen deles af den normalt tørre nedre del af Draa-floden, der løber øst til vest. Hovedstaden Guelmim og wadien Noun ( arabisk: واد نون , Wad Noun ) ligger mod nord og giver sammen regionen sit navn. En del af den marokkanske mur ligger i det sydøstlige hjørne af regionen: området mod øst er under kontrol af den saharawiske arabiske demokratiske republik.

## Historie
Guelmim-Oued Noun blev oprettet i september 2015 ved at sammenlægge provinsen Sidi Ifni , der tidligere var en del af Souss-Massa-Drâa regionen, med tre provinser fra den tidligere region Guelmim-Es Semara region.

## Regering
Abderrahim Ben Bouaida blev valgt som regionrådets første præsident den 14. september 2015. Han er medlem af RNI. Mohamed Benribak blev udnævnt til guvernør ( wali ) i regionen den 13. oktober 2015. Han blev efterfulgt af Mohamed Ennajem Abhai i 2017.

### Inddeling
Guelmim-Oued Noun består af fire provinser:
- Assa-Zag (provins)
- Guelmim (provins)
- Sidi Ifni (provins)
- Tan-Tan (provins)

## Økonomi og infrastruktur
Fiskeri er et hovederhverv i området, og der er havne i Sidi Ifni og ved El Ouatia. Strandturisme er under udvikling. De vigtigste veje i regionen er N1 og N12. Der er lufthavne ved Guelmim og Tan-Tan.